# Autöcie
Autöcisch (griechisch = „auf demselben Hause“) sind parasitische generationswechselnde Pilze, bei denen sämtliche Generationen eines und desselben Pilzes auf derselben Nährpflanze zur Entwicklung kommen, im Gegensatz zur Heteröcie, bei der beim Übergang zwischen bestimmten Generationen die Wirtspflanze gewechselt wird.